# Кирцибаші
Кирцибаші (рум. Cârțibași) — село у повіті Васлуй в Румунії. Входить до складу комуни Богденіца.
Село розташоване на відстані 255 км на північний схід від Бухареста, 20 км на південь від Васлуя, 78 км на південь від Ясс, 118 км на північ від Галаца.

## Населення
За даними перепису населення 2002 року у селі проживали 187 осіб, усі — румуни. Усі жителі села рідною мовою назвали румунську.